# René Worms (acteur)
Pour les articles homonymes, voir René Worms et Worms.
Charles René Worms né le 14 avril 1890 à Bruxelles et mort  le 15 juillet 1962 au sein de l'Hôpital Saint-Antoine dans le 12e arrondissement de Paris, est un acteur français.

## Biographie
Fils du comédien Paul Worms (1857-1932),, René Worms monte sur scène dès l'âge de 17 ans et apparaît à 21 ans sur les écrans de cinéma où il restera présent pendant plus d'un demi-siècle dans de nombreux seconds rôles, voire de simples apparitions.
Au cinéma, il a notamment travaillé sous la direction de Gilles Grangier, Sacha Guitry ou Henri Verneuil.
Il meurt à l'hôpital Saint-Antoine à l'âge de 72 ans, six mois à peine après avoir interprété un dernier rôle dans le film Un cheval pour deux de Jean-Marc Thibault sorti en janvier 1962.

## Filmographie
- 1911 : La Tournée du percepteur de Georges Denola
- 1918 : Les Femmes collantes de Georges Monca : Lucien Dumont
- 1919 : Sa conscience de Daniel Riche
- 1920 : Chouquette et son as de Georges Monca : Le lieutenant
- 1922 : Crainquebille de Jacques Feyder : Maître Lemerle
- 1924 : L'Héritage de cent millions d'Armand Du Plessy : Géo Hardy
- 1932 : Une étoile disparait de Robert Villers, scénario de Marcel Achard :  Ricot, le cameraman[5]
- 1934 : Pension Mimosas de Jacques Feyder
- 1937 : L'Alibi de Pierre Chenal - Le directeur de la P.J
- 1938 : Métropolitain de Maurice Cam
- 1940 : Sans lendemain de Max Ophüls
- 1945 : La Part de l'ombre de Jean Delannoy - François
- 1945 : Jeux de femmes de Maurice Cloche
- 1946 : Sur la piste de René Sti (court métrage)
- 1947 : Boîte de nuit de Pierre Blondy (court métrage)
- 1948 : Le Secret de Mayerling de Jean Delannoy
- 1948 : Piège à hommes de Jean Loubignac - Le directeur du journal
- 1948 : Cartouche, roi de Paris de Guillaume Radot - Le cardinal Dubois
- 1948 : La Bataille du feu (ou Les Joyeux Conscrits) de Maurice de Canonge - Le médecin
- 1948 : Drôle de crime de Pierre Blondy (court métrage)
- 1949 : Orphée de Jean Cocteau - Un juge
- 1949 : Envoi de fleurs de Jean Stelli - Le général
- 1949 : Dernière Heure, édition spéciale de Maurice de Canonge - Le médecin légiste
- 1949 : Branquignol de Robert Dhéry - Un spectateur
- 1949 : Amédée de Gilles Grangier
- 1949 : Un garçon-garçon de Georges Meunier (court métrage)
- 1949 : L'Extra-lucide de Georges Jaffé (court métrage)
- 1950 : Heureux père de Georges Meunier (court métrage)
- 1950 : Maître après Dieu de Louis Daquin - Un passager juif
- 1950 : Le Passe-muraille de Jean Boyer - Un employé au ministère
- 1950 : Passion de Georges Lampin - Le second président
- 1951 : Nez de cuir d'Yves Allégret
- 1951 : Pas de vacances pour Monsieur le Maire de Maurice Labro - Un soupeur
- 1952 : Les Détectives du dimanche de Claude Orval - Un collègue
- 1952 : Le Trou normand de Jean Boyer - Le préfet
- 1953 : Le Chasseur de chez Maxim's d'Henri Diamant-Berger
- 1953 : Madame de... de Max Ophüls
- 1953 : Si Versailles m'était conté... de Sacha Guitry - Bassenge
- 1954 : Napoléon de Sacha Guitry - M. de Barbet-Marbois
- 1954 : Le Printemps, l'automne et l'amour de Gilles Grangier - Le voyageur
- 1955 : Les Carnets du Major Thompson de Preston Sturges
- 1955 : Je suis un sentimental de John Berry - Un voyageur
- 1955 : La Madone des sleepings d'Henri Diamant-Berger - Arthur
- 1956 : Les Aventures de Till l'espiègle de Gérard Philipe et Joris Ivens
- 1956 : Mademoiselle et son gang de Jean Boyer
- 1956 : Paris, Palace Hôtel d'Henri Verneuil
- 1957 : Le rouge est mis de Gilles Grangier
- 1957 : Pot-Bouille de Julien Duvivier
- 1958 : Archimède le clochard de Gilles Grangier - Un homme au défilé militaire
- 1958 : Les Vignes du Seigneur de Jean Boyer : le sénateur invité
- 1958 : Maxime d'Henri Verneuil - L'ami d'Olga
- 1959 : Douze Heures d'horloge de Géza von Radványi
- 1959 : Mademoiselle Ange de Géza von Radványi - Le valet de chambre de la tante
- 1959 : Rue des prairies de Denys de La Patellière
- 1962 : Un cheval pour deux de Jean-Marc Thibault

## Théâtre
- 1907 : La Clef, comédie en 4 actes de Sacha Guitry, au théâtre Réjane (5 mai) : le mousse
- 1909 : Trains de luxe, comédie en 4 actes d'Abel Hermant, au théâtre Réjane (16 février) : Domingo
- 1914 : La Grande famille, pièce en 5 actes et 6 tableaux d'Alexandre Arquillière, au théâtre Antoine (21 février) : l'adjudant de compagnie
- 1914 : Ce qu'il faut taire, comédie en 3 actes d'Arthur Meyer, au théâtre des Bouffes-Parisiens (20 mai)
- 1919 : La Jeune Fille aux joues roses, pièce en 3 actes et 9 tableaux de François Porché, au Théâtre Sarah-Bernhardt (12 mars) : l'intendant du vestiaire
- 1919 : Napoléonette, pièce en 5 actes et 1 prologue d'André de Lorde et Jean Marsèle d'après le roman de Gyp, au Théâtre Sarah-Bernhardt (29 mai) : Roger de Sérignan
- 1920 : L'Aiglon, drame en 6 actes en vers d'Edmond Rostand, au théâtre Sarah-Bernhardt : l'attaché d'ambassade français
- 1920 : Athalie, tragédie en 5 actes de Racine, au théâtre Sarah-Bernhardt (1er avril) : Azarias
- 1920 : L'Étrange aventure de M. Martin-Péquet, pièce en 4 actes de Pierre Chaine, au théâtre Sarah-Bernhardt (26 mai)
- 1920 : Marie Gazelle, pièce en 3 actes de Fernand Nozière, au théâtre Montparnasse (12 septembre)
- 1921 : Amants, comédie en 5 actes de Maurice Donnay, au Théâtre du Gymnase (26 octobre) : Ravier
- 1923 : Un drame à la Salpêtrière, drame en 2 tableaux d'André de Lorde, au théâtre du Grand-Guignol (4 octobre) : Lucien
- 1923 : L'Ami des deux, pièce en 2 tableaux d'Henri Caen, au théâtre du Grand-Guignol (octobre) : Paul
- 1923 : Pour tuer le temps, pièce en 1 acte de Max Maurey, au théâtre du Grand-Guignol (décembre) : Ernest
- 1923 : La Gosse, pièce en 1 acte d'Alfred Machard, au théâtre du Grand-Guignol (décembre) : Francis
- 1924 : C'est vous la nouvelle ?, comédie en 1 acte de Serge Veber, au théâtre du Grand-Guignol (janvier) : Jacques
- 1924 : J'ai laissé dire, comédie en 1 acte de Maxime Girard, au théâtre du Grand-Guignol (24 mars) : Pierre
- 1924 : Péché de jeunesse, comédie en 1 acte de Pierre Veber, au théâtre du Grand-Guignol (24 mars) : Mason
- 1924 : La Grande Duchesse et le Garçon d'étage, comédie en 3 actes d'Alfred Savoir, mise en scène Charlotte Lysès, au Théâtre de l'Avenue (16 mai) : Cloche
- 1925 : Le Fauteuil 47, comédie en 4 actes de Louis Verneuil, au théâtre Apollo de Nantes (2 octobre) : Paul Séverac
- 1925 : Parce que...!, comédie en 3 actes et 5 tableaux de Jean Alley, au théâtre des Mathurins (30 décembre) : Dennecourt
- 1926 : Les Chevaux du char, comédie dramatique en 4 actes de Madeleine et Jacques de Zogheb, musique d'André Cadou, au théâtre Antoine (15 mars)
- 1926 : Les Créateurs, pièce en 3 actes de Luis Enrique Osorio, au théâtre Michel (juin) : Richard
- 1927 : Baccara, comédie en 3 actes de René Saunier, mise en scène Jules Berry, au Théâtre des Mathurins (mai) : Jacques Sérigny
- 1928 : Les Vignes du Seigneur, comédie en 3 actes de Robert de Flers et Francis de Croisset, au théâtre de l'Alhambra de Lille (2 janvier)
- 1928 : Le jeu du mari, comédie-vaudeville en 3 actes et 4 tableaux de Raoul Praxy, au théâtre Antoine (29 juillet) : Max
- 1928 : J'ai tué !, pièce de Léopold Marchand, mise en scène de Roger Rocher, au théâtre Antoine (octobre) : l'amant
- 1932 : La Rolls-Royce, comédie en 3 actes de Mario Duliani et Jean Refroigney, au théâtre de l'Alhambra de Lille (26 février)
- 1932 : Signor Bracoli de Jacques Deval, mise en scène Lucien Rozenberg, au théâtre des Nouveautés (7 septembre) : le colonel Pacaud
- 1933 : Jeanne, comédie en 3 actes et 4 tableaux d'Henri Duvernois, mise en scène de Jacques Copeau, au théâtre des Nouveautés (janvier) : André
- 1934 : Liberté provisoire, comédie en 4 actes de Michel Duran, mise en scène Jacques Baumer, au théâtre Saint-Georges (20 avril) : Faugaret
- 1935 : Jules, couche-toi !, vaudeville en 3 actes de Jean Rioux et Pierre Darteuil, au théâtre Déjazet (10 août)
- 1936 : Le Roi du sex-appeal, vaudeville musical en 3 actes de Robert Bodet, musique de Camille Kufferath, au théâtre Déjazet (janvier) : Périn Medey
- 1936 : J'aurai Lulu, vaudeville en 3 actes d'Henri de Gorsse et André Mycho, au théâtre Déjazet (27 mars) : Lavirette
- 1937 : Le Mot de Cambronne, comédie en 1 acte et en vers de Sacha Guitry, à l'Opéra municipal d'Alger (février)
- 1940 : Si je voulais, comédie en 3 actes de Paul Géraldy et Robert Spitzer, au théâtre des Célestins
- 1945 : Quand le diable y serait, comédie en 3 actes de René Fauchois, au théâtre Michel (27 octobre)
- 1947 : Le Vent qui vient de loin, comédie en 3 actes de Pierre Rocher, au théâtre Daunou (mars)
- 1947 : Chasse gardée, comédie gaie en 3 actes de Jean de Létraz, mise en scène de l'auteur, au théâtre du Palais-Royal (9 mai) : Armand Lassalle
- 1949 : Les Mains sales, pièce en 7 tableaux de Jean-Paul Sartre, mise en scène Pierre Valde, au théâtre des Célestins (mai)
- 1950 : Fric-Frac, pièce en 5 actes d'Édouard Bourdet, mise en scène de Simone Berriau, au théâtre Antoine : La Frite
- 1954 : Madame Filoumé, pièce en 3 actes d'Eduardo De Filippo, mise en scène Jean Darcante, au théâtre des Célestins (29 janvier) : Nocella
- 1957 : Vous qui nous jugez, de Robert Hossein, mise en scène de l'auteur, au théâtre de l'Œuvre
- 1959 : La Bagatelle, comédie en 4 actes de Marcel Achard, mise en scène Jean Meyer, au Théâtre des Célestins (27 novembre) : Lessinger

## Distinctions
- Médaille interalliée 1914-1918 (arrêté du 28 juin 1935).